# Glyphidops filosus
Glyphidops filosus är en tvåvingeart som först beskrevs av Fabricius 1805.  Glyphidops filosus ingår i släktet Glyphidops och familjen Neriidae. Inga underarter finns listade i Catalogue of Life.